# Matarbuss

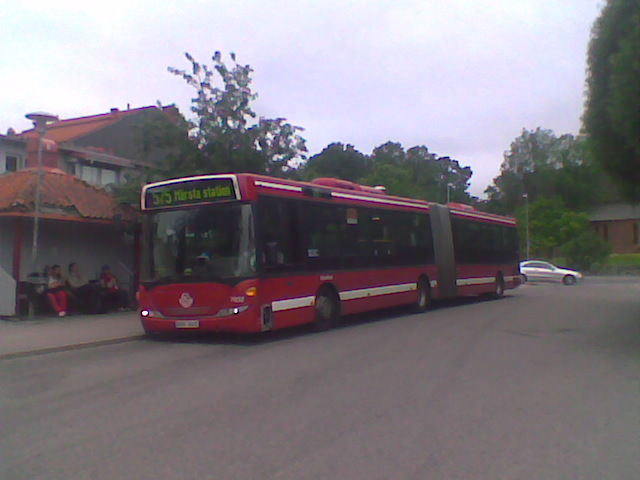
Matarbuss i Sigtuna, Stockholms län.

Matarbuss är en buss vars främsta syfte är att sköta matartrafik, det vill säga att transportera människor till kommunikationsknutpunkter som större terminaler t. ex pendel- och tunnelbanestationer, eller även en busslinje med större bussar och högre turtäthet. Termen har funnits i svenska språket sedan 1951.